# Apium australe
Apium australe är en växtart i familjen sellerier (Apium) och familjen flockblommiga växter. Arten är en perenn ört som förekommer i södra Sydamerika.
Enligt Catalogue of Life är arten en synonym till Apium prostratum subsp. prostratum.